# نوما أندوير
نوما أندوير (بالفرنسية: Numa Andoire) (19 مارس 1908 – 2 يناير 1994) لاعب ومدرب كرة قدم فرنسي راحل كان يجيد اللعب في خط الدفاع . تم استدعائه للمشاركة في بطولة كأس العالم لكرة القدم 1930 التي أقيمت في الأوروغواي ولكنه لم يشارك في أي مباراة دولية مع منتخب فرنسا .
لعب في أندية أنتيب، نيس ، أولمبيك النجم الأحمر  ، كان ، نانسي ، تولوز ، وأنتيب مجددا .
قام بتدريب أندية أنتيب  ، كونستانتين، ونيس ثم قرر اعتزال عالم كرة القدم وإدارة أعمال فندق في مدينة جوان ليبينز . عاد مؤقتا عن قرار ابتعاده وقاد تدريب نادي نيس من 1962 إلى 1964.

## البطولات

### مدربا
- نيس
  - دوري الدرجة الأولى (2) : 1951 ، 1952
  - كأس فرنسا (1) : 1952

## روابط خارجية
- نوما أندوير على موقع قاعدة بيانات كرة القدم.إي يو (الإنجليزية)
- نوما أندوير على موقع Soccerway.com (الإنجليزية)